# Piotr Zgliczyński
Piotr Zgliczyński (ur. 16 października 1964 w Elblągu) – polski matematyk, profesor nauk matematycznych. Specjalizuje się w analizie matematycznej, równaniach różniczkowych, układach dynamicznych oraz metodach numerycznych. Profesor zwyczajny Instytutu Informatyki i Matematyki Komputerowej Wydziału Matematyki i Informatyki Uniwersytetu Jagiellońskiego. Od 2017 posiadacz czarnego pasa brazylijskiego jiu-jitsu.

## Życiorys zawodowy
Matematykę (1988) i fizykę teoretyczną (1990) ukończył na Uniwersytecie Jagiellońskim, gdzie następnie rozpoczął pracę naukową. Stopień doktorski uzyskał w 1996 broniąc pracy pt. Metody topologiczne w chaotycznych układach dynamicznych przygotowanej pod kierunkiem prof. Mariana Mrozka. Habilitował się w 2002 na podstawie oceny dorobku naukowego i rozprawy pt. Metody topologiczne w układach dynamicznych. Topologiczna hiperboliczność. Tytuł naukowy profesora nauk matematycznych został mu nadany w 2007.
Swoje prace publikował w takich czasopismach jak m.in. „Journal of Computational Dynamics”, „SIAM Journal of Applied Dynamical Systems”, „Physica D: Nonlinear Phenomena”, „Foundations of Computational Mathematics", „Journal of Differential Equations" oraz „Nonlinearity”.
Wielokrotnie nagradzany m.in. Nagrodą Główną PTM im. Hugona Steinhausa (2016) "za całokształt dorobku ze szczególnym uwzględnieniem metod arytmetyki przedziałowej w zastosowaniu do ścisłego badania własności trajektorii układów dynamicznych, w tym problemu n ciał".
Wypromował 9 doktorów, w tym Macieja Capińskiego.